# Victor Ljunggren
Victor Ljunggren, född 6 juli 1873 i Söderåkra församling i Kalmar län, död 9 januari 1957 i Katarina församling i Stockholm, var en svensk industriman.
Efter att ha genomgått Aplerums lantbruksskola, tjänstgjorde han som förman vid större gårdar i åtta år och startade därefter ved- och kolhandel i Stockholm under firma AB Ljunggrens Vedgårdar. Han grundade också Cementvarubolaget i Stockholm AB 1924, som bedrev tillverkning av cementvaror i ett flertal fabriker i Stockholms omgivningar.
Som lokalpolitiker hade han uppdrag i pensionsnämnd och taxeringsnämnd. Han var engagerad i Katarina församlings verksamhet, där han satt i kyrkorådet, var revisor och satt i kommitté för byggande av Katarina församlingshus. Ljunggren var medlem av Bränslekommissionens råd och var ordförande i Stockholms Vedhandlareförening, Bränslehandlarnas Riksförbund och Svenska Cementvarufabrikanternas Riksförbund. Vidare var han ordförande i flera olika sångkörer och ledamot av styrelsen för 1873 års män.
Victor Ljunggren var från 1910 till sin död gift med Anna Maria Lund, född 1886, död 1965. De fick tre söner: Gunnar, Sven Olof och Åke Ljunggren samt dottern Ingrid Heidvall. Sonen Åke Ljunggren övertog faderns rörelse och adopterade styvsonen Bobby Ljunggren. Victor Ljunggren är begravd på Söderåkra kyrkogård i Småland.